# 弗雷德里克·勒夫
弗雷德里克·勒夫（瑞典語：Fredrik Lööf，1969年12月13日—），瑞典男子帆船运动员。他曾代表瑞典参加1992年、1996年、2000年、2004年、2008年和2012年夏季奥林匹克运动会帆船比赛，共获得一枚金牌和二枚铜牌。